# Mastigoptila complicornuta
Mastigoptila complicornuta is een schietmot uit de
familie Glossosomatidae. De soort komt voor in het Neotropisch gebied.